# إنجي وجدان
إنجي وجدان (7 يوليو 1983 -)، ممثلة ومونتيرة مصرية.

## عن حياتها
خريجة الجامعة الأمريكية بالقاهرة عام 2004 قسم إذاعة و تلفزيون وقسمي فرعي الهندسة المعمارية والمسرح، وبعد تخرجها بيوم واحد عملت مدرسة إنجليزي في معهد لغات لمدة شهر ونصف الشهر وكانت تدرس فيه اللغة الإنجليزية للخريجين من جامعة القاهرة ثم تركته. أثناء عملها في التدريس كانت تدرس المونتاج ثم تفرغت له، وأول ما انتهت منه عملت مونتيرة في قناة روتانا سينما وكانت تمنتح البرامج والبروموهات وذلك حتى نوفمبر من عام 2004. سافرت إلى دبي وعملت في قناة الواحة مونتيرة أيضا وذلك حتى سبتمبر من عام 2005. عادت إلى مصر وعملت مونتيرة في كليب «حاول» مع المطربة حكمت و عملت في عدة شركات دعاية
كان أول ظهور لها كممثلة على شاشة التلفزيون عام 2006 من خلال أداء دور داليا أخت تامر في المسلسل الكوميدي (تامر وشوقيه). كما شاركت في فيلم (اتش دبور) وقدمت فيه دور أرواح بنت السواق والذي ظهرت فيه في شكل جديد، وأيضا ظهرت كضيفة شرف بشخصية داليا في فيلم طير أنت.
قدمت بطولة مطلقة في مسلسل طلعت روحي عام 2018.

## أعمالها
| - مسلسل ونسني "ضيفة شرف" 2020 - أنا شيري دوت كوم:2019-ضيفة شرف - طلعت روحي:2018-عليا أبو هيف/داليدا - واكلينها ولعة (سبع صنايع):2018 - لما تامر ساب شوقية:2015-داليا - صاحب السعادة:2014-فرح - حاميها وحراميها:2013-قطر الندى - نيران صديقة:2013-جورجيت - الرجل العناب:2013 - بنت اسمها ذات:2013-منال - جوز ماما(ج1):2010-شيرين ابنه حسين - تامر وشوقية (ج1->4):2006->2009-داليا | - بلوموندو “ضيفة شرف” 2023 - دينا - آخر ديك في مصر:2017-شيرين - ولاد البلد:2010 - سمير وشهير وبهير:2010-شهيرة شهير صغيرة - طير إنت"ضيفة شرف" :2009-داليا - إتش دبور:2008-أرواح | - كوكو شانيل: مسرحية 2021 - سيد اندرويد كاندي كراش : 2016 - عصام والمصباح(ج1-2-3):2016 - سكر هانم:2010 - حفلة 11:2018-ضيفة - أبلة فاهيتا من الدوبلكس:2015-ضيفة - معكم منى الشاذلي:2014ضيفة |

### رسوم متحركة

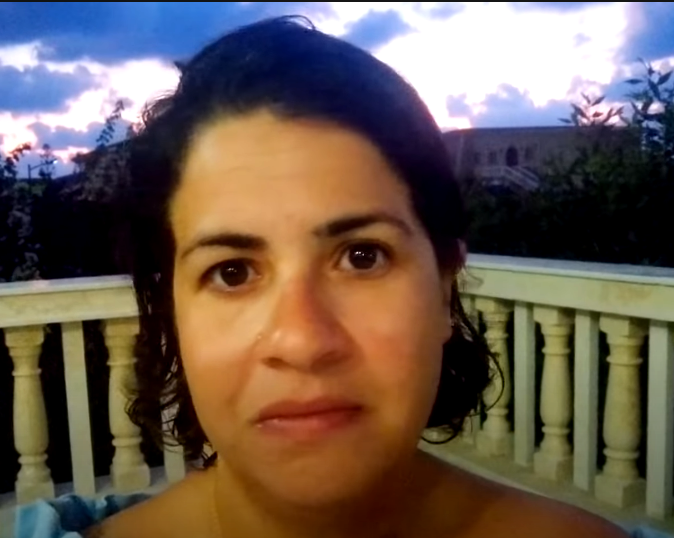
إنجي وجدان تتحدث لمتابعيها في فيديو على قناتها الرسمية على يوتيوب

- مسلسل سيد أندرويد : 2016